# 맥도널 더글러스 DC-10
맥도널 더글러스 DC-10(영어: McDonnell Douglas DC-10)는 미국의 맥도널 더글러스가 제작한 3발 광동체 제트 여객기 모델이다.
1968년 2월에 생산을 개시했으며, 맥도널 더글러스의 경쟁자였던 록히드가 제작한 L-1011 여객기와 경쟁하기 위해 만든 3발 제트 여객기다. 당시 RB211 엔진 납품 지연을 겪었던 록히드와의 경쟁에서 우세했으나 안전 문제에 대한 비판을 많이 겪어, 빠른 기간에 수많은 변형을 거둔 비행기 모델이기도 하다. 맥도넬 더글러스 DC-10는 일반적으로 DC-10으로 불리는데 디지털 디스플레이 조종실로 개조한 DC-10은 MD-10이라고도 부른다. 당시 록히드와의 경쟁에서 DC-10기체를 급하게 만들다 보니 미흡한 부분이 많았다.

## 역사
1960년 초반 당시에 맥도널과 더글러스가 합병하기 전 시절, 더글러스는 여객기 시장에 진출하기 위해 다급해지기 시작했다. 록히드는 미국 공군의 CX-HLS 비행기 프로젝트 시행사로 선정된 반면, 보잉은 CX-HLS 프로젝트를 주시하며 보잉 747을 개발하고 있었다. CX-HLS 비행기 프로젝트 입찰에서 패한 더글러스는 여객기 시장에 진출하려는 방식을 바꾸는 걸로 방침을 선회하면서, 일반 여객기 모델보다 조금 더 독특한 디자인을 추진하고 있었다. 날개를 비행기 기체의 위에다 붙이는 것보다 아래에다 붙이는 아이디어, 500명 이상을 태울 수 있도록 2층 비행기를 만드는 것 등을 연구했다.
이러하여 더글러스는 D-950와 D-952같은 2층 비행기 모델을 연구하게 되는데, 그 시절에 그렇게 큰 여객기를 팔 시장이 아니었기에 아이디어를 포기하고, 더 효율적이고 현실적이게 시장을 진출하기로 한거다.
DC-10은 1970년 8월 29일에 첫 비행을 했다. 원래계획보다 2주 - 3주 빨리 공개되었다. 1971년 8월에 아메리칸 항공과 함께 본격적으로 공중 서비스를 시작했다.
그러나 1972년에 아메리칸 항공 96편의 사고가 일어나면서 DC-10의 평판이 하락하기 시작했다. 특히 터키 항공 981편 추락 사고가 발생하면서 도어 설계 결함이 크게 지적되었다.
2014년 2월 20일, 비만 방글라데시 항공이 영국 버밍햄으로 이동하면서 마지막 DC-10 여객기의 활동을 마무리했다. 그 비행기는 미국으로 이동한 후 스크랩되었다. 마지막으로 활동한 DC-10 조종사는 마이클 레이튼 (Michael Leighton)이었다.

## 모델

### 기본형
- DC-10-10: 1970년부터 1981년까지 생산된 DC-10의 기본형 모델이다. GE의 CF6 엔진을 장착하였으며, 총 122대가 생산되었다. 사고가 난 터키항공 981편과 아메리칸 항공 96편의 기종이 바로 이 기종이기도 하다.
- DC-10-10CF: 기존 DC-10을 베이스로 하여 여객/화물 전환이 가능한 모델이다. 총 9대가 생산되었으며, 유나이티드 항공과 콘티넨탈 항공이 주 고객이다.
- DC-10-15: 고온 다습한 지역의 항공사들을 위해 특별 제작된 모델이다. 유일한 차이점은 기존 엔진 대신 GE의 CF6-50C2F을 사용하였다. 1981년부터 1983년까지 7대가 생산되었고 멕시카나 항공과 아에로멕시코가 주 사용고객이다.

### 장거리형
- DC-10-20: 기존 DC-10-10기에 연료탱크를 추가 설치한 모델이다. 또한 후방 가운데에 착륙기어를 추가 설치해서 무게를 분산시켰고 P&W의 JT9D 엔진을 장착하였다. 이 모델은 추후 DC-10-40으로 대체되었고, 노스웨스트 오리엔트 항공이 주 고객이었다.
- DC-10-30: DC-10의 대표적 모델로서 1972년부터 1988년까지 생산되었다. 최초 도입일은 1972년 11월 30일 도입되었고 스위스 항공과 KLM이 최초 도입사이다. 총 163대가 생산되었으며, 대한항공도 운용했다.
- DC-10-30CF: 기존 DC-10을 베이스로 하여 여객/화물 전환이 가능한 모델이다. 총 27대가 생산되었다.
- DC-10-30ER: 기존 DC-10-30기의 항속거리 연장형 모델이다. 기존 DC-10에 비해 항속거리가 더 늘어난 10,620km이며 총 11대가 생산되었다. 최초 도입사는 핀에어이다.
- DC-10-30F: DC-10의 화물형 모델이다. 1979년 생산을 시작하였으며 총 10대가 생산되었다. 주 사용 고객은 페덱스 익스프레스이며, 요즘은 기존의 DC-10 여객기를 개조한 DC-10F 모델이 나타나고 있다.
- DC-10-40: 기존 DC-10-30기에 보잉 747에 장착되는 P&W JT9D 엔진을 장착한 모델이다. 기존의 DC-10-20을 개조한 모델이다. 주 사용 고객은 노스웨스트 항공과 일본항공, KLM이다.

### 개조형
- MD-10 : 기존 DC-10의 조종석을 글래스 칵핏으로 개조한 모델이다. 그러나 MD-10으로 개조작업 된 DC-10은 페덱스 익스프레스의 DC-10-10F, DC-10-30F밖에 없으므로, 모든 MD-10은 페덱스 익스프레스 소속이다. 따라서 페덱스 익스프레스에는 DC-10이 없다.

### 개발이 취소된 모델
- DC-10-50 : 영국항공의 주문에 의해 롤스로이스의 RB211-524 엔진을 장착하려 한 모델이었으나 록히드 L-1011-500의 도입으로 생산이 취소되었다.
- DC-10 TWIN : 기존 DC-10기에 장착된 꼬리날개 엔진을 빼고 쌍발기로 생산되려 했으나, 에어버스 A300의 생산으로 취소되었다.

## 제원

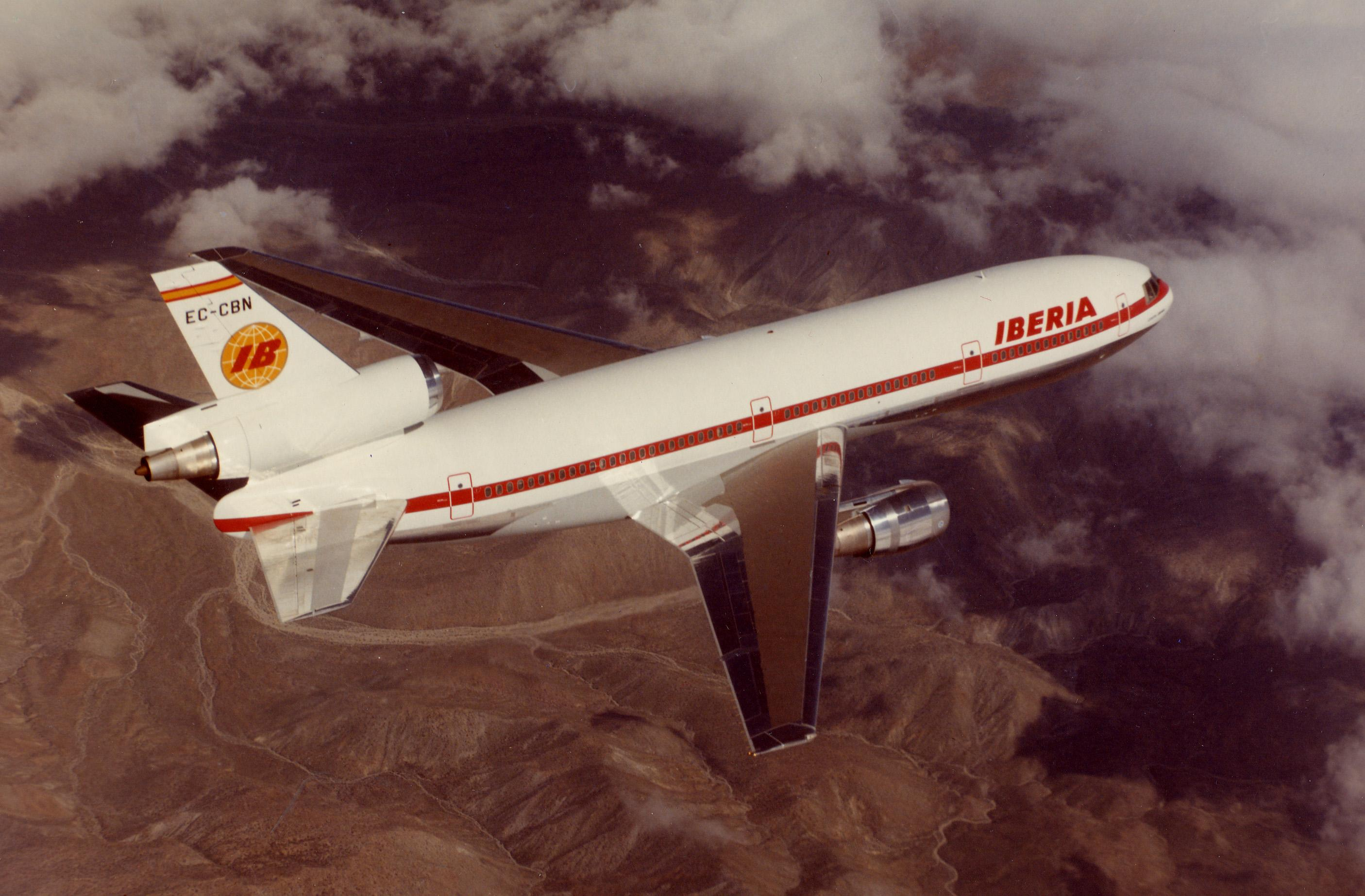
이베리아 항공의 DC-10 (퇴역)

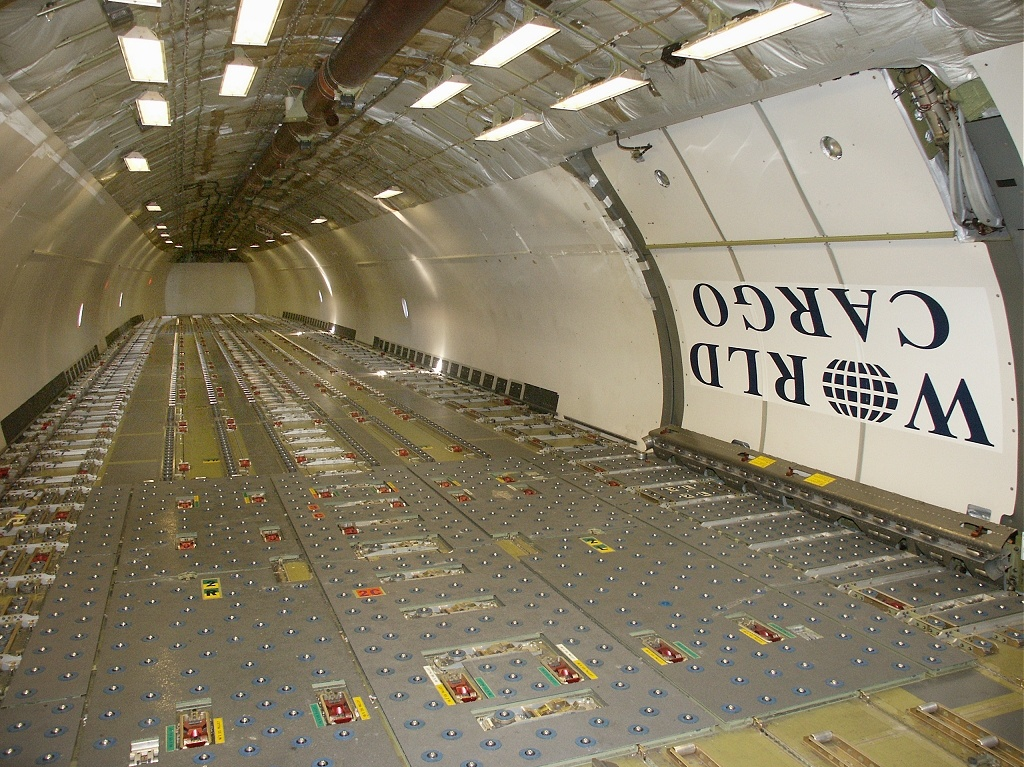
DC-10-30F의 화물칸

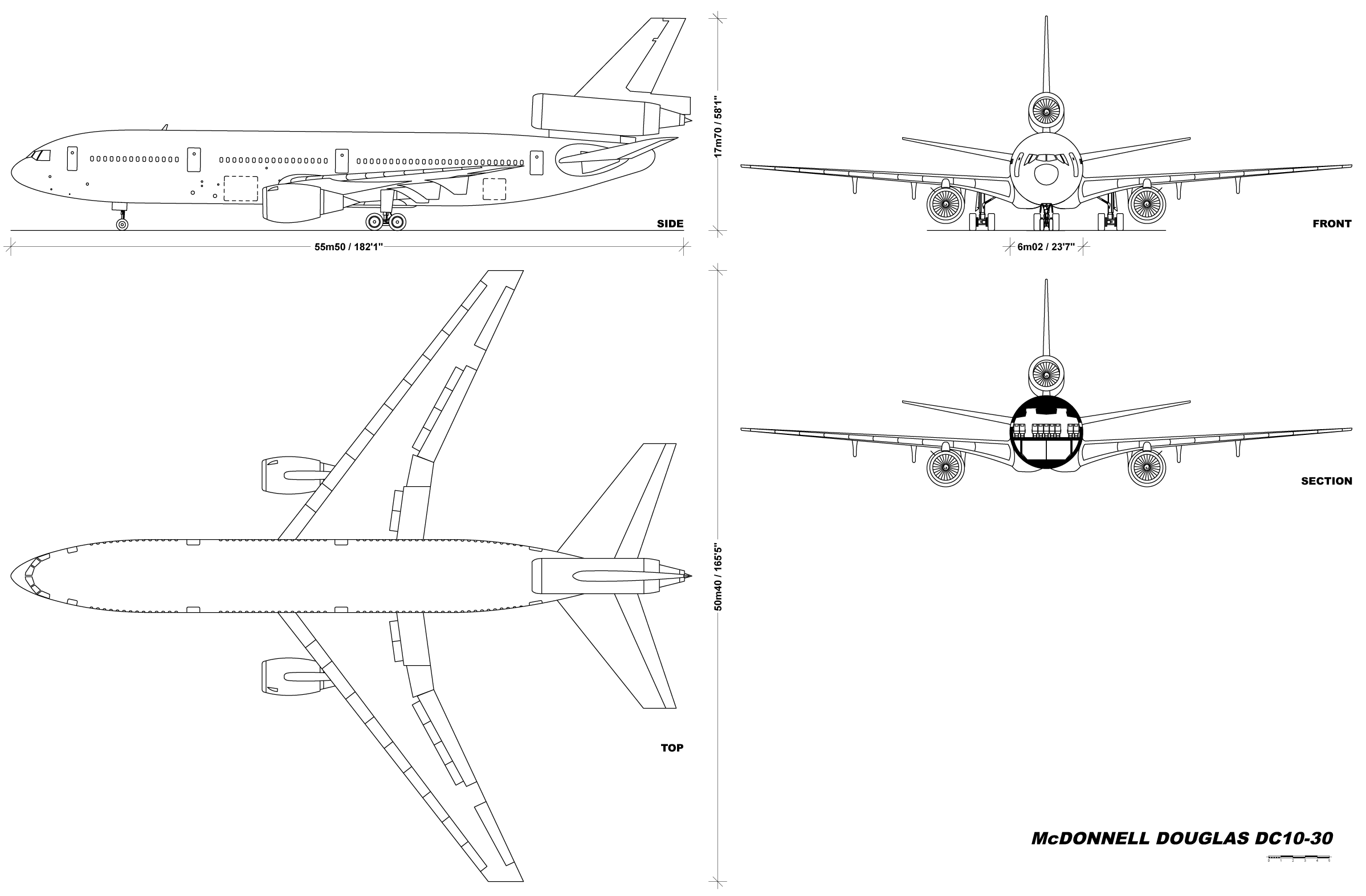
DC-10의 구조도

|                                 | DC-10-10                                          | DC-10-15                                          | DC-10-30                                          | DC-10-40                                          | MD-10 시리즈                                      |      |
| ------------------------------- | ------------------------------------------------- | ------------------------------------------------- | ------------------------------------------------- | ------------------------------------------------- | ------------------------------------------------- | ---- |
| 운항 승무원                     | 3명                                               | 3명                                               | 3명                                               | 3명                                               | 3명                                               |      |
| 승객 탑승수                     | 380 (1-class, 최대) 285 (2-class) 255 (3-class)\| | 380 (1-class, 최대) 285 (2-class) 255 (3-class)\| | 380 (1-class, 최대) 285 (2-class) 255 (3-class)\| | 380 (1-class, 최대) 285 (2-class) 255 (3-class)\| | 380 (1-class, 최대) 285 (2-class) 255 (3-class)\| |      |
| 화물 탑재량 (freighter variant) | 22 LD7 컨테이너                                   | 22 LD7 컨테이너                                   | 23 LD7 컨테이너                                   | 23 LD7 컨테이너                                   | 임의                                              | 임의 |
| 동체 길이                       | 170 ft 6 in (51.97 m)                             | 170 ft 6 in (51.97 m)                             | 170 ft 6 in (51.97 m)                             | 170 ft 6 in (51.97 m)                             | 170 ft 6 in (51.97 m)                             |      |
| 높이                            | 58 ft 1 in (17.7 m)                               | 58 ft 1 in (17.7 m)                               | 58 ft 1 in (17.7 m)                               | 58 ft 1 in (17.7 m)                               | 58 ft 1 in (17.7 m)                               |      |
| 날개 길이                       | 155 ft 4 in (47.34 m)                             | 155 ft 4 in (47.34 m)                             | 165 ft 4 in (50.4 m)                              | 165 ft 4 in (50.4 m)                              | 임의                                              | 임의 |
| 동체 폭                         | 19 ft 9 in (6.02 m)                               | 19 ft 9 in (6.02 m)                               | 19 ft 9 in (6.02 m)                               | 19 ft 9 in (6.02 m)                               | 19 ft 9 in (6.02 m)                               |      |
| 동체 높이                       | 19 ft 9 in (6.02 m)                               | 19 ft 9 in (6.02 m)                               | 19 ft 9 in (6.02 m)                               | 19 ft 9 in (6.02 m)                               | 19 ft 9 in (6.02 m)                               |      |
| 최대 동체 폭                    | 18 ft 2 in (5.54 m)                               | 18 ft 2 in (5.54 m)                               | 18 ft 2 in (5.54 m)                               | 18 ft 2 in (5.54 m)                               | 18 ft 2 in (5.54 m)                               |      |
| 총 중량 (연료를 제외한 무게)    | 240,171 lb (108,940 kg)                           | 240,171 lb (108,940 kg)                           | 266,191 lb (120,742 kg)                           | 270,213 lb (122,567 kg)                           | 임의                                              |      |
| 최대 이륙중량                   | 430,000 lb (195,045 kg)                           | 455,000 lb (206,385 kg)                           | 572,000 lb (259,459 kg)                           | 555,000 lb (251,701 kg)                           | 임의                                              |      |
| 표준 운항속도                   | Mach 0.82 (564 mph, 908 km/h, 490 kt)             | Mach 0.82 (564 mph, 908 km/h, 490 kt)             | Mach 0.82 (564 mph, 908 km/h, 490 kt)             | Mach 0.82 (564 mph, 908 km/h, 490 kt)             | Mach 0.82 (564 mph, 908 km/h, 490 kt)             |      |
| 최대 운항속도                   | Mach 0.88 (610 mph, 982 km/h, 530 kt)             | Mach 0.88 (610 mph, 982 km/h, 530 kt)             | Mach 0.88 (610 mph, 982 km/h, 530 kt)             | Mach 0.88 (610 mph, 982 km/h, 530 kt)             | Mach 0.88 (610 mph, 982 km/h, 530 kt)             |      |
| 최대 중량서의 최대 항속거리     | 3,800 miles (6,116 km)                            | 4,350 mi (7,000 km)                               | 6,600 mi (10,622 km)                              | 5,750 mi (9,254 km)                               | 임의                                              |      |
| 최대 연료 탑재량                | 21,700 U.S. gal (82,134 L)                        | 26,647 U.S. gal (100,859 L)                       | 36,650 U.S. gal (138,720 L)                       | 36,650 U.S. gal (138,720 L)                       | 임의                                              |      |
| 최대 중량서 최대 이륙거리       | 8,612 ft (2,625 m)                                | 7,257 ft (2,212 m)                                | 9,341 ft (2,847 m)                                | 9,242 ft (2,817 m)                                | 임의                                              |      |
| 엔진 (x 3)                      | GE CF6-6D                                         | GE CF6-50C2F                                      | GE CF6-50C                                        | P&W JT9D-59A                                      | 임의                                              |      |
| 엔진 추력 (x 3)                 | 40,000 lbf (177.9 kN)                             | 46,500 lbf (206.8 kN)                             | 51,000 lbf (226.9 kN)                             | 53,000 lbf (235.8 kN)                             | 임의                                              |      |

## 도입 대수
| 1971 | 1972 | 1973 | 1974 | 1975 | 1976 | 1977 | 1978 | 1979 | 1980 | 1981 | 1982 | 1983 | 1984 | 1985 | 1986 | 1987 | 1988 | 1989 | 합계 |
| ---- | ---- | ---- | ---- | ---- | ---- | ---- | ---- | ---- | ---- | ---- | ---- | ---- | ---- | ---- | ---- | ---- | ---- | ---- | ---- |
| 13   | 52   | 57   | 48   | 42   | 19   | 14   | 18   | 36   | 40   | 25   | 11   | 12   | 10   | 11   | 17   | 10   | 10   | 1    | 446  |

## 대한민국과 관련
맥도널 더글러스 DC-10의 구매 시기였던 1970년대와 1980년대에 유일하게 활동하고 있던 대한민국의 항공사는 대한항공뿐이었다. 대한항공은 1972년에 맥도널 더글러스 DC-9 비행기의 운항을 종료시킬 계획이었으며, 대체 기종이 필요했다. 따라서 DC-10 비행기를 3대 구입하여 1975년 2월 7일에 첫 운행을 시작했다. 그 이후로도 1977년이랑 1978년에 DC-10 비행기 2대를 구입하면서 전체 대한항공의 DC-10 비행기가 총 5대가 되었다.
그러나 앵커리지에서 지상충돌 사건을 겪은 후 대한항공의 DC-10 비행기의 횟수는 서서히 줄어들기 시작했다. 1983년 12월 23일 LA에서 출발한 대한항공 084편 (HL7339)이 중간 기착지인 앵커리지에서 이륙할 때, 조종사가 문제에 들여닥쳐 잘못된 활주로에서 이륙하여 반대편에 사우스센트럴 항공의 경비행기와 충돌하고 활주로에 나가면서 정지했으나, 기체가 심하게 손상을 입어 결국 스크랩됐다. 이 사고의 인명 피해는 없었으나, 기장과 부기장은 징계를 받은 후 해직됐다.
1989년 7월 29일에는 대한항공 803편 추락 사고(HL7328)가 트리폴리에서 발생했다. 서울에서 출발한 비행기가 방콕과 제다를 거쳐 리비아 트리폴리에 착륙할 준비를 하고 있었는데, 조종사의 실수로 활주로의 앞에 있는 정원에 추락하고 말았다. 이러하여 대한항공은 DC-10 2대를 사고로 잃었는데, 모두 DC-10의 고질적인 문제점으로 지적된 기체 결함이 아닌 조종사 과실에 따른 사고였다.
1988년에 대한항공은 일본의 재팬 에어 시스템과 협상하여 1년 임차 계약을 하기로 했다. 따라서 잠시 비행기 1대를 운영하고 있었으나 이듬해 계약이 만료되면서 비행기를 재팬 에어 시스템에 반납했다. 남아있는 대한항공의 DC-10 3대는 계속 운영하다가, 1996년에 미국의 노스웨스트 항공에 모두 3대를 넘겨주면서 한국에 DC-10을 운영하는 항공사는 없어졌다.

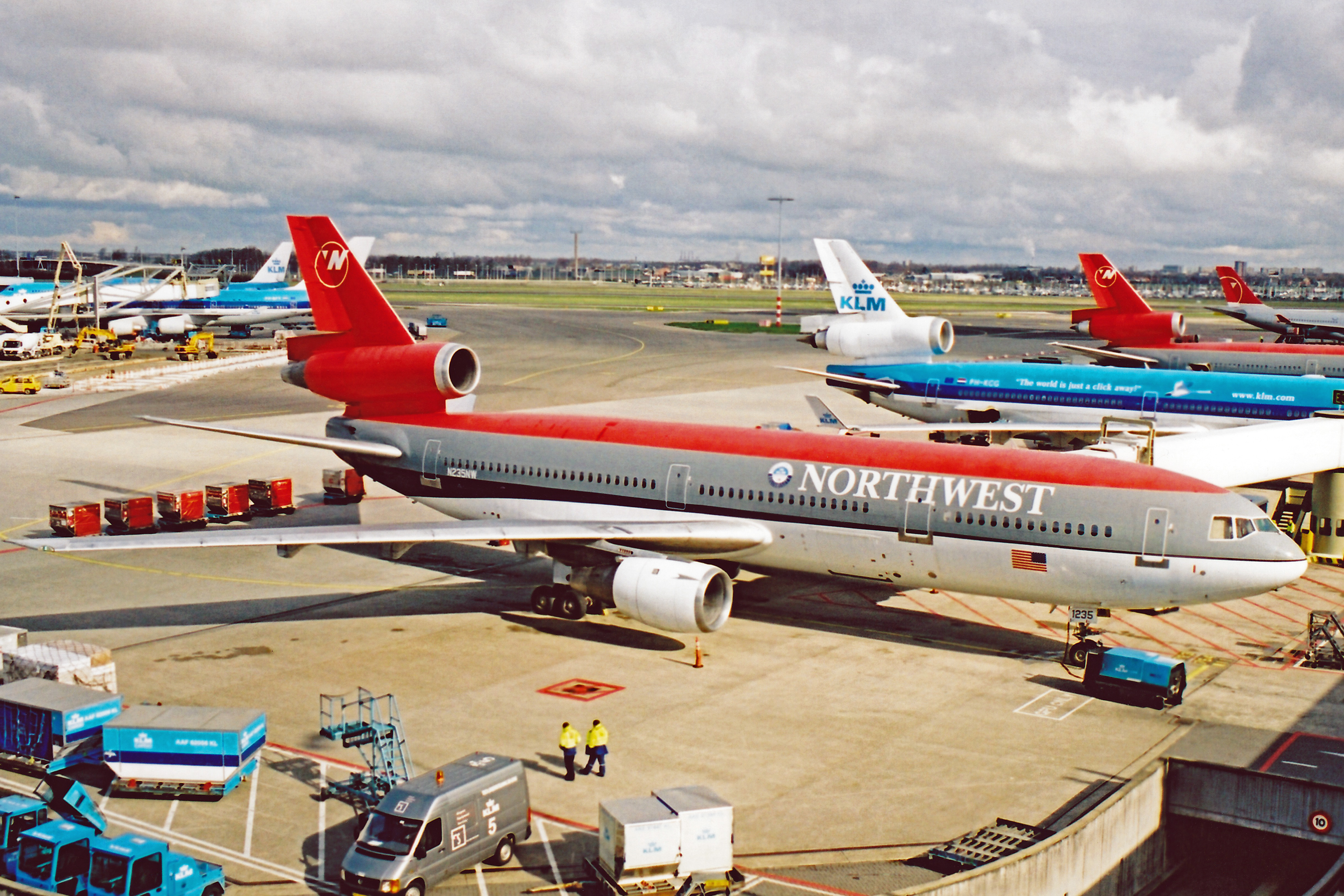
대한항공 HL7317가 1996년, 노스웨스트 항공에 넘겨진 이후의 모습. (퇴역)

| 순서 | 기체번호/ 제조번호 | 모델                       | 항공사   | 운영시작 날짜   | 운영중단 날짜    | 이전 사용자                                                       | 이후 사용자 | 현재 상태 |
| ---- | ------------------ | -------------------------- | -------- | --------------- | ---------------- | ----------------------------------------------------------------- | --- | --------- |
| 1호  | HL7315 46934 / 160 | 맥도널 더글러스 DC-10-30   | 대한항공 | 1975년 2월 9일  | 1996년 8월 7일   | --                                                                | 노스웨스트 항공 (미국, 1996 - 2007)                                                                               | 보관됨    |
| 2호  | HL7316 46912 / 188 | 맥도널 더글러스 DC-10-30   | 대한항공 | 1975년 2월 7일  | 1996년 7월 --일  | --                                                                | 노스웨스트 항공 (미국, 1996 - 2007) ATA항공 (미국, 2007 - 2008) 월드 에어웨이스 (미국, 2008 - 2014)               | 보관됨    |
| 3호  | HL7317 46915 / 199 | 맥도널 더글러스 DC-10-30   | 대한항공 | 1975년 4월 25일 | 1996년 8월 7일   | --                                                                | 노스웨스트 항공 (미국, 1996 - 2007) ATA항공 (미국, 2007 - 2008) 월드 에어웨이스 (미국, 2008 - 2011)               | 붕괴됨    |
| 4호  | HL7328 47887 / 125 | 맥도널 더글러스 DC-10-30   | 대한항공 | 1977년 2월 25일 | 1989년 7월 29일  | 맥도널 더글러스 (미국, 1973 - 1974) 에어 시암 (태국, 1974 - 1977) | 사고로 붕괴됨 (대한항공 803편)                                                                                    | 붕괴됨    |
| 5호  | HL7329 48316 / 437 | 맥도널 더글러스 DC-10-30   | 대한항공 | 1988년 6월 29일 | 1989년 6월 25일  | 재팬 에어 시스템 (일본, 임차 계약임)                              | 재팬 에어 시스템 (일본, 1989 - 2000) 노스웨스트 항공 (미국, 2000 - 2007) 옴니 에어 인터내셔널 (미국, 2007 - 2012) | 보관됨    |
| 6호  | HL7339 46960 / 237 | 맥도널 더글러스 DC-10-30CF | 대한항공 | 1978년 8월 11일 | 1983년 12월 23일 | 오버시즈 내셔널 에어웨이즈 (미국, 1977 - 1978)                    | 사고로 붕괴됨 (대한항공 084편)                                                                                    | 붕괴됨    |

## 사건 및 사고
- 1972년 6월 12일 아메리칸 항공 96편 여객기가 디트로이트에서 이륙한 후 3,600m에서 화물칸이 날아가게 되어 디트로이트로 회항하게 되는데 승객 1명이 얼굴에 부상을 입은 것 외에는 사망자나 부상자 없음
- 1974년 3월 3일 파리에서 터키 항공 981편 추락 사고가 발생. 탑승자 전원(346명) 사망
- 1978년 3월 1일 미국 콘티넨털 항공 603편 폭발사고가 일어났다. 이륙 직후 폭발, 2명 사망.
- 1979년 5월 25일 미국 아메리칸 항공 191편 여객기가 엔진 고장으로 시카고 오헤어 국제공항 이륙 직후 추락, 273명 사망.
- 1979년 11월 28일 에어 뉴질랜드 901편 여객기가 남극 관광비행 도중 추락, 257명 사망.
- 1989년 7월 19일 유나이티드 항공 232편 여객기가 미국 수시티에 추락, 111명 사망.
- 1989년 7월 27일 대한항공 803편 여객기가 리비아 트리폴리에 착륙하던 도중 추락, 79명 사망
- 1996년 6월 13일 가루다 인도네시아 항공 865편 여객기가 후쿠오카 공항을 이륙한 직후 추락, 100여명 사상.

## 같이 보기
- KC-10 익스텐더
- 맥도널 더글러스 MD-11
- 록히드 L-1011 트라이스타
- 에어버스 A300
- 일류신 Il-86
- 일류신 Il-96